# Francisco Stockinger
Francisco Alexandre Stockinger (Traun, 7 de agosto de 1919 — Porto Alegre, 12 de abril de 2009) conocido como Xico Stockinger, fue un artista plástico austriaco nacionalizado brasileño. Se destacó como uno de los principales escultores modernos brasileños habiendo sido también grabador, fotógrafo, caricaturista, artista gráfico y gestor cultural.